# Inger Hallström Stinnerbom
Inger Eivor Christina Hallström Stinnerbom, född 26 november 1951 i Fryksände församling, Värmlands län, är en svensk författare och kostymör och är sedan tidigt 90-tal verksam vid Västanå teatern i Sunne kommun i Värmland. 

## Utmärkelser
Inger Hallström Stinnerbom tilldelades 2012 H.M. Konungens medalj, 8:e storleken  Tillsammans med sin man Leif Stinnerbom tilldelades hon 2022 Kungliga Patriotiska Sällskapets Kulturarvsmedalj.